# Armadillidium opacum

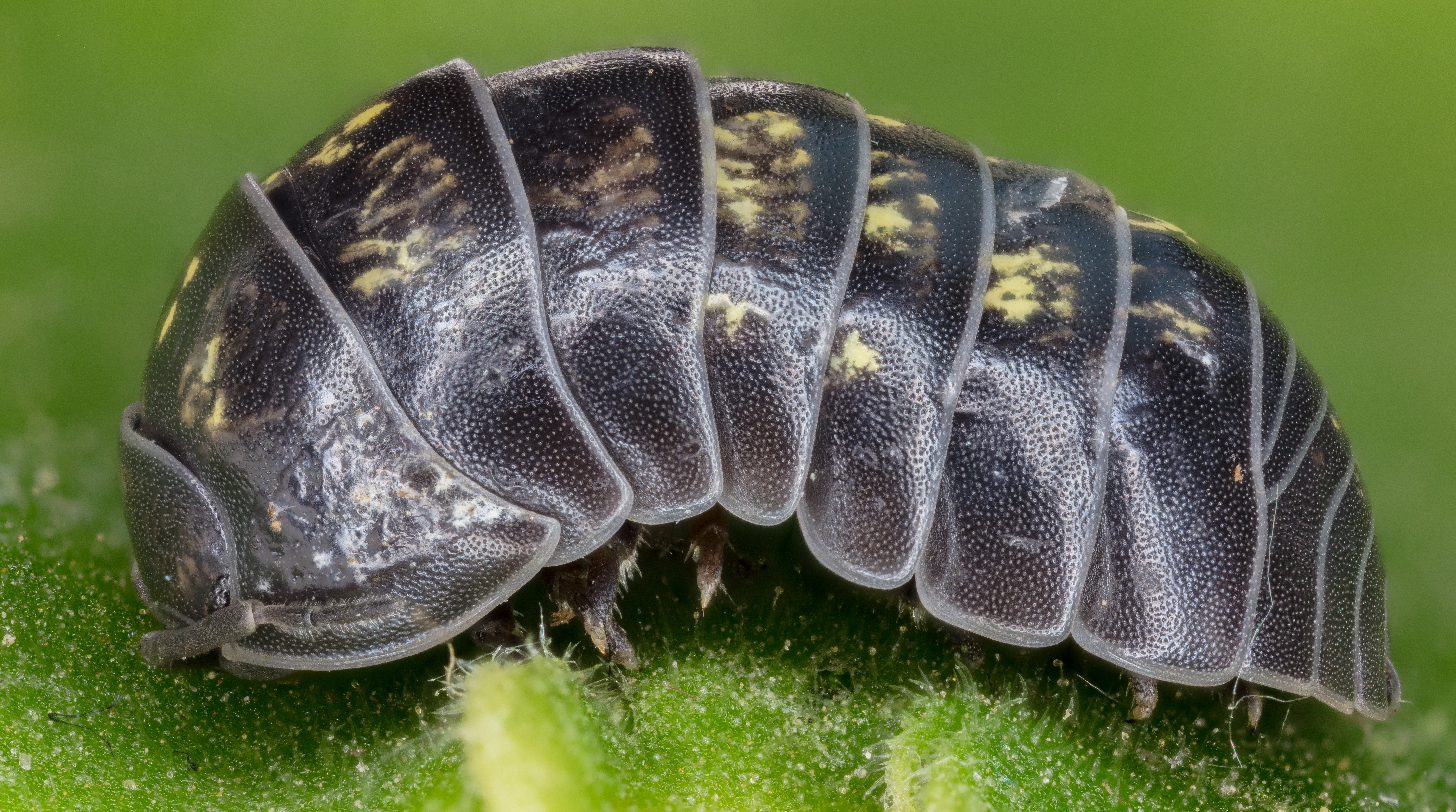
Makroaufnahme

Armadillidium opacum ist eine Assel aus der Unterordnung der Landasseln (Oniscidea). Sie gehört zu der Familie Armadillidiidae, auch Rollasseln genannt.

## Merkmale
Die Tiere haben eine Körperlänge von 10 bis 12 Millimeter. Ihr Körper ist langoval und deutlich hochgewölbt. Der Körperumriss wirkt geschlossen. Die schwarzgrauen, leicht glänzenden Tiere sind oben fein punktiert und tragen nicht selten kleine, helle Flecken. Die Fühlergeißel ist zweigliedrig, die Stirn trägt mittig zwei nahe beieinander liegende Höcker und hat eine wulstige Randlinie. Weiter unten am Kopf tragen die Tiere drei breite, kurze Stirnlappen. An beiden Seiten des Kopfes befindet sich das vorne in spitze Seitenlappen ausgezogene erste Segment des Thorax. Das letzte Pleopodenpaar, die Uropoden sind plattenförmig und liegt zwischen den Telsonseiten und dem Hinterrand des Pleons. Die Art kann mit mehreren Arten der Gattung Armadillidium verwechselt werden, unterscheidet sich von diesen jedoch unter anderem durch die Gestalt des Stirnrandes.
Durch ihren kurzen, hochgewölbten Körper und die Fähigkeit, sich bei Gefahr einzurollen, werden die Rollasseln oft mit den Saftkuglern verwechselt, die allerdings zu den Doppelfüßern zählen. Die Saftkugler unterscheiden sich von den Rollasseln durch die weitgehend gleichförmigen Segmente und das Vermögen, den Kopf mit dem ersten Rückenschild beim Einrollen innerhalb der Kugel zu verbergen.

## Vorkommen und Lebensweise
Die Art besiedelt Zentraleuropa, nördlich bis Mittelschweden, südlich bis Norditalien. westlich bis Ostfrankreich, östlich bis Kroatien, Polen und Litauen. Sie besiedelt hauptsächlich totholzreiche Laubwälder und ist dort an steinigen und offenen Bereichen zu finden. Die Tiere bevorzugen eher trockene Kalkgebiete und sind dort in der Regel häufig. Im Nordwesten Deutschlands ist die Art selten und kommt auch sonst innerhalb Deutschlands nur verstreut vor.

## Taxonomie
Die Art wurde 1841 von Carl Ludwig Koch unter dem Namen Armadillo opacum erstbeschrieben. Weitere Synonyme lauten:
- Armadillidium alpinum Dollfus, 1887
- Armadillidium conspersum Zaddach, 1844
- Armadillo opacus C.L. Koch, 1841

Die beiden ehemaligen Unterarten Armadillidium opacum dollfusi Verhoeff, 1902 und Armadillidium opacum sordidum Dollfus, 1887 gelten heutzutage als Synonyme von Armadillidium dollfusi und Armadillidium sordidum.

## Belege